# Аббатство Сен-Мадлен
Аббатство Сент-Мадлен дю Барру (фр. Abbaye Sainte-Madeleine du Barroux) — бенедиктинское аббатство, расположенное в Ле-Барру, в департаменте Воклюз. Основано в 1978 году, общиной монахов, является частью бенедиктинской конфедерации с октября 2008 года.

## История
В августе 1970 года, молодой монах-бенедиктинец, отец Жерар Кальве покинул аббатство Нотр-Дам де Турне, с согласия своего аббата, и переехал в Бедуан — небольшую деревню в Воклюзе. Он хотел жить по Уставу Святого Бенедикта, в верности с римскими литургическими традициями. К нему быстро присоединились некоторые молодые люди, которые хотели бы жить жизнью бенедиктинцев.
С 1974 года, он сближается с движением архиепископа Лефевра; де-факто отношения с Турне были разорваны. В 1978 году, учитывая рост молодого монастыря, община купила землю в тридцать акров между горой Ванту и горной грядой Дантель-де-Монмирай, в коммуне Ле-Барру. Затем начинается строительство романского аббатства с современными техническими средствами.